# Golauyoek
Golauyoek, veelal geschreven als ku lo yuk (met varianten als: koe lu/loe/lou/low yok/yoek) is een Chinees gerecht dat bestaat uit gepaneerde en gefrituurde varkensvleesblokjes in zoetzure saus, traditioneel gecombineerd met onder andere ananas, paprika en ui. Het gerecht is populair in de Kantonese keuken. De naam 'golauyoek' komt van Chinees 'yuk' (vlees) en 'go lau' als aanduiding van 'lekker'.

## Geschiedenis
Golauyoek was al in de 18e eeuw in Kanton bekend. Een traditioneel gerecht uit de Jiangsu keuken genaamd Varkensvlees in een suiker-met-azijnsaus (糖醋里脊; pinyin: táng cù lǐjǐ) wordt beschouwd als haar voorloper.

## Toebereiding
De vleesblokjes worden opeenvolgend met tarwemeel en maismeel gepaneerd en daarna in twee gangen gefrituurd. Bij de eerste gang wordt het vlees gegaard, bij de tweede bij hogere temperatuur van buiten knapperig gemaakt. De zoetzure saus wordt gemaakt met knoflook, gember, tomatenpuree, suiker en azijn, en vervolgens gebonden.

## Kipvariant
De bekende kipvariant, 'koe lu kai', staat in de Verenigde Staten bekend als 'sweet and sour chicken'.